# چنیته
چِنیِتِه (به مجاری:  Csenyéte) یک شهرداری در مجارستان است که در ناحیه انچ واقع شده‌است. چنیته ۹٫۹۷ کیلومتر مربع مساحت و ۴۲۱ نفر جمعیت دارد.